# Jun Suzuki (fotbollsspelare född 1993)
Jun Suzuki (鈴木 潤 Suzuki Jun?), född 30 juli 1993 i Aichi prefektur, är en japansk fotbollsspelare.
Suzuki började sin karriär 2015 i FC Gifu. Han spelade 22 ligamatcher för klubben. 2018 flyttade han till Nara Club. Han avslutade karriären 2018.